# Angolalangsnavelzanger
De angolalangsnavelzanger (Macrosphenus pulitzeri) is een zangvogel uit de familie Macrosphenidae. Het is een bedreigde, endemische vogelsoort in westelijk Angola.

## Naamgeving
Deze vogelsoort werd in 1931 door Rudyerd Boulton geldig beschreven en vernoemd naar Ralph Pulitzer (1879-1939). Dit is de zoon van Joseph Pulitzer naar wie de Pulitzerprijs is genoemd. Ralph subsidieerde - en was ook deelnemer aan- de wetenschappelijke expeditie in 1931 naar Angola waarbij deze vogelsoort werd ontdekt.

## Kenmerken
De vogel is 13 cm lang. Het is een onopvallende, schuwe vogel die lijkt op een boszanger met een korte staart en een dunne snavel. De vogel is overwegend dof olijfkleurig, wat lichter grijs op de borst en rond het oog.

## Verspreiding en leefgebied
De angolalangsnavelzanger komt voor in een paar stukken bos met overhangende rotsen in de provincie Cuanza Sul van Angola. Het leefgebied bestaat uit droog, groenblijvend tropisch bos, secundair bos en dicht struikgewas op verlaten koffieplantages op 800 tot 1030 m boven zeeniveau.

## Status
De soort heeft een beperkt verspreidingsgebied en daardoor is de kans op uitsterven aanwezig. De grootte van de populatie werd in 2016 door BirdLife International geschat op 1000 tot 2500 volwassen individuen en de populatie-aantallen nemen af door habitatverlies door roofbouw. Om deze redenen staat deze soort als bedreigd op de Rode Lijst van de IUCN.